# Голодець Адамас Соломонович
Адамас Соломонович Голодець (нар. 23 серпня 1933, м. Москва, СРСР — пом.7 квітня 2006, м. Москва, Росія) — колишній радянський футболіст єврейського походження, що виступав на позиції нападника. Після закінчення кар'єри гравця зайнявся тренерською діяльністю. Найбільш відомий завдяки успішній роботі на посаді тренера московського «Динамо». Майстер спорту СРСР. Заслужений тренер РРФСР (1989).

## Кар'єра гравця
Адамас Голодець — вихованець юнацької команди московського «Динамо», де його першим тренером був Володимир Хайдін. У 1952–1953 роках грав за молодіжні команди «Динамо», а у 1953 році Голодця було вперше залучено до матчів дублюючого складу команди. У основному складі головної команди «біло-голубих» дубютував 1 липня 1955 року у домашньому матчі проти московського «Локомотива». Слід відзначити, що у тому матчі Адамас Голодець одразу ж відзначився забитим м'ячем, який став переможним для його команди (2:1). Того ж року разом з «Динамо» став півфіналістом Кубка СРСР.
У 1958–1959 роках захищав кольори київського «Динамо». Кияни на той час не демонстрували яскравої гри, займаючи місця у середині турнірної таблиці. Загалом у київському клубі Голодець провів 42 матчі, забивши 16 м'ячів.
У 1960 році Адамас Соломонович дістав запрошення від бакинського «Нафтовика», який внаслідок реформ чемпіонату ввійшов до найвищого дивізіону. За іронією долі, київське «Динамо», яке залишив гравець, починаючи з того ж року, стрімко увірвалося до еліти радянського футболу, а «Нафтовик» ледве зводив кінці з кінцями. Щоправда, у подальшому бакинці змогли віднайти свою гру та стати міцним середнячком класу «А». Всього ж у складі «Нафтовика» Голодець провів 4 сезони, закінчивши кар'єру гравця після завершення сезону 1964 року.

## Тренерська кар'єра
У 1965 році Голодець закінчив Азербайджанський державний інститут фізичної культури. Того ж року увійшов до тренерського штабу «Нафтовика», проте пропрацював на цій посаді лише до кінця сезона, повернувшись до рідної Москви, де Костянтин Бєсков запропонував йому роботу у «Локомотиві».
Починаючи з 1968 року Адамас Соломонович постійно перебував у структурі московського «Динамо». Спочатку входив до тренерського штабу основної команди, потім займався підготовкою кадрів у динамівській СДЮШОР, а з 1983 по 1985 рік займав там посаду директора. Очолювана ним юнацька збірна Центральної ради «Динамо» у 1985 році стала переможцем міжнародного турніру «Динаміада».
Після успіхів на теренах підготовки молоді, Голодець знову повернувся до дорослого футболу. Спочатку допомагав головному тренеру основи, а трохи згодом очолив команду резервістів. Щоправда, через декілька років він знову повернувся до тренерського штабу «Динамо».
У 80-х роках Голодець неодноразово допомагав динамівцям втриматися у вищій лізі, беручи керування командою у свої руки. У 1993 році Адамас Соломонович черговий раз самостійно очолив московський клуб, хоча й у статусі «виконуючого обов'язки». А вже 2 роки потому роки він став повноправним головним тренером рідної команди, привівши її до найбільших успіхів за часів незалежної Росії. Під керівництвом Голодця динамівці стали бронзовими призерами чемпіонату та фіналістами Кубка Росії.
З серпня 1998 по 2003 рік працював завідувачем навчальної частини футбольної школи «Динамо» імені Л. Яшина. З 2003 року і аж до самої смерті був тренером-консультантом СДЮШОР «Динамо». Загалом, під керівництвом Голодця свій потенціал розкрили такі відомі спортсмени, як Олександр Бородюк, Андрій Якубик, Анатолій Байдачний, Олександр Уваров та інші.
7 квітня 2006 року Адамас Соломонович Голодець на 73-му році життя помер у одній з московських лікарень через інфаркт. Був похований на Мітинському цвинтарі.

## Досягнення
Тренерські здобутки
 Динамо (Москва). Дубль
- Переможець турніру дублюючих складів (3): 1970, 1971, 1988

 Динамо (Москва)
- Бронзовий призер чемпіонату Росії (1): 1997
- Фіналіст Кубка Росії (1): 1997

## Нагороди
- Орден Дружби (1998)[4]